# 苊钠
苊钠是一种有机化合物，可由金属钠和苊在四氢呋喃中反应得到。苊钠是一种还原剂，如可以将六价钼的氢三(3-异丙基吡唑-1-基)硼酸盐配合物还原为五价：
Na(Acn) + LMoVIO2(SPh) + PPh4Cl → Acn + PPh4[LMoVO2(SPh)] + NaCl
相关化合物苊钾也有报道。